# Casteau
Casteau (en francés, en valón Castia) es una localidad belga del municipio de Soignies en la provincia de Henao, perteneciente a la Región Valona.
Se encuentra entre Mons y Bruselas por la carretera N6, a 10 km de Mons, a 7 km de Soignies y a 43 km de Bruselas.

## Etimología
El nombre de Casteau proviene de la palabra latina castellum, que significa fortificación.

## Historia
Excavaciones arqueológicas, realizadas poco después de 1970, han revelado vestigios que indican que Casteau podría haber sido habitado durante la era neolítica. Así mismo, se ha descubierto un cementerio romano de la época de Marco Aurelio.
Registros de 847 mencionan que el pueblo estaba bajo la jurisdicción de la abadía de Saint-Amand. La primera iglesia románica fue erigida alrededor de 1150.
En 1678 los soldados franceses incendiaron la localidad durante la batalla de Saint-Denis contra el ejército holandés de Guillermo III de Orange. Esta batalla causó más de 4000 muertes. Una cruz de hierro frente a la iglesia de Casteau recuerda a las víctimas.
El 31 de marzo de 1967 se inauguró en Casteau el Cuartel General Supremo de las Potencias Aliadas en Europa (SHAPE), el cuartel general de operaciones de la OTAN. Las instalaciones de la OTAN se construyeron sobre un campo de entrenamiento de verano del Ejército belga de 200 hectáreas cedido por el Gobierno.
Hasta el 1 de enero de 1977 Casteau era un municipio. En esa fecha se fusionó, junto a Chaussée-Notre-Dame-Louvignies, Horrues, Naast, Neufvilles y Thieusies, en el municipio de Soignies.